# Curt Christian
Curt Christian (* 30. Mai 1920 in Linz; † 29. März 2010 in Wien) war ein österreichischer Mathematiker, Logiker und Arzt.
Christian studierte Medizin, Philosophie und Mathematik an der Universität Wien. 1947 promovierte er zum Doktor der Medizin und 1953 zum Doktor der Philosophie bei Leo Gabriel und Friedrich Kainz über Die Modalanalyse Nicolai Hartmanns. 1957 habilitierte er sich im Fach Logik. Im Jahr 1966/67 wurde das Institut für Logistik der Universität Wien gegründet mit ihm als Gründungsvorstand. Er leitete das Institut bis zu seiner Emeritierung 1990 und auch noch danach bis zur Bestellung seines Nachfolgers Sy Friedman 1999.
Er war wirkliches Mitglied der Österreichischen Akademie der Wissenschaften und Ehrenmitglied der Österreichischen Mathematischen Gesellschaft.
Christian publizierte 50 Arbeiten zu den Themenkreisen Gottesbegriff und gödelscher Gottesbeweis, Modallogik und Logikphilosophie, mathematische Logik.
Er wurde am Grinzinger Friedhof in Wien bestattet.